# Barmhärtiga bröder
Barmhärtiga bröder (latin fratres caritatis, franska frères de la charité) är en orden instiftad av Juan de Dios 1572 med anknytning till Augustinregeln, med sjukvård som syfte.
Orden utvecklades kring de män som Juan de Dios samlat omkring sig i det av honom 1540 upprättade sjukhuset i Granada. Orden utbredde sig mycket snabbt över Spanien, Italien, Frankrike, Tyskland, Österrike, Böhmen och Ungern. I spetsen för orden står en generalprior med residens i Rom. Varje sjukhus leds av en ordinarius. Ordensdräkten är svart.
Orden upplöstes 1790 men återskapades senare under namnet Ordre des hospitaliers de Saint-Jean-de-Dieu.